# Томас Дейвенпорт
Томас Дейвенпорт  (англ. Thomas Hayes «Tom» Davenport, нар. 17 жовтня 1954)  – американський академік та автор. Спеціалізується на аналітиці, інноваціях у бізнес-процесах та управлінні знаннями. Заслужений професор в області інформаційних технологій і управління Бабсонського коледжу (Уельс, штат Массачусетс, США), член Ініціативи MIT з цифрової економіки, співзасновник Міжнародного інституту аналітики, старший радник інституту «Deloitte Analytics» (Берлін, Німеччина). Викладає курс аналітики у виконавчих програмах Дартмутської та Гарвардської бізнес-шкіл, у Бостонському, Чиказькому та Техаському університетах.

## Публікації та визнання
Дейвенпорт  є співавтором або ж редагував більше двох десятків книг, включаючи видання з аналітичної конкуренції, реінжинірингу бізнес-процесів та досягнення цінності корпоративних систем, також написав бестселер «Working Knowledge» (у співавторстві з Ларрі Прусаком). Томас окрім цього написав більше ста статей для таких видань як «Harvard Business Review», «MIT Sloan Management Review», «California Management Review», «Financial Times». Наразі Дейвенпорт є оглядачем журналів «The Wall Street Journal», «CIO», «InformationWeek» та «Forbes».
У 2003 році журнал «Consulting» назвав Девенпорта одним з «25 кращих консультантів в світі», а в 2005 році читачі журналу «Optimize» назвали його одним з трьох кращих аналітиків бізнесу й технологій у світі. Сьогодні Томас Дейвенпорт входить до числа 50 кращих професорів бізнес-шкіл в світі за версією журналу «Poets and Quants» і «Fortune».
У 2015 році в співавторстві із Джулією Кірбі він опублікував проривну статтю під назвою «Beyond Automation», а також книгу «Only Humans Need Apply» (укр. «Вакансія: людина. Як не залишитися без роботи в добу штучного інтелекту»). Останню було опубліковано та перекладено українською видавництвом «Наш Формат» у 2018 році.
Одна із останніх робіт Томаса Дейвенпорта «The Advantage of AI: how to put Artificial Intelligence Revolution to Work» - на тему використання штучних технологій в бізнесі. Сьогодні він визнаний одним з 100 найбільш впливових людей світу в ІТ-індустрії, працює з різними відомими компаніями та стартапами в області аналітики і штучного інтелекту.

## Особисте життя
Томас має сина Хейса Дейвенпорта, автора телевізійних комедій, що живе в Лос-Анджелесі.

## Переклад українською
- Томас Дейвенпорт. Вакансія: людина. Як не залишитися без роботи в добу штучного інтелекту / Томас Дейвенпорт, Джулія Кірбі / пер. Наталія Кошманенко. — К.: Наш Формат, 2018. — 336 с. — ISBN 978-617-7552-98-6.